# Corynoptera subvariegata
Corynoptera subvariegata är en tvåvingeart som beskrevs av Hans-Georg Rudzinski 1991. Corynoptera subvariegata ingår i släktet Corynoptera och familjen sorgmyggor.
Artens utbredningsområde är Sverige. Arten är reproducerande i Sverige. Inga underarter finns listade i Catalogue of Life.